# فرودگاه کامندنتی گوستاوو کرامر
فرودگاه کامندنتی گوستاوو کرامر (به انگلیسی: Comandante Gustavo Kraemer Airport) (به زبان بومی: Aeroporto Internacional Comandante Gustavo Kraemer) یک فرودگاه همگانی مسافربری با کد یاتا BGX است که یک باند فرود بتن دارد و طول باند آن ۱۵۰۰ متر است. این فرودگاه در شهر Bagé کشور برزیل قرار دارد و در ارتفاع ۱۸۳ متری از سطح دریا واقع شده‌است.